# Bell Biv DeVoe
Bell Biv DeVoe é um grupo de R&B e new jack swing oriundo de Boston, nos Estados Unidos, e formado por três ex-membros da banda New Edition. Uma de suas canções mais famosas e mais bem-sucedidas, "Poison" (Veneno) figurou na trilha sonora do jogo eletrônico Grand Theft Auto: San Andreas, mais precisamente na rádio CSR.

## Discografia

### Álbuns
| Ano  | Álbum                           | Posições nas paradas | Posições nas paradas | Posições nas paradas |
| Ano  | Álbum                           | EUA                  | R&B dos EUA          |                      |
| ---- | ------------------------------- | -------------------- | -------------------- | -------------------- |
| 1990 | Poison                          | 5                    | 1                    |                      |
| 1991 | WBBD-Bootcity!: The Remix Album | 18                   | 18                   |                      |
| 1993 | Hootie Mack                     | 19                   | 6                    |                      |
| 2001 | BBD                             | -                    | 62                   |                      |

### Singles
| Ano  | Canção                                                               | Hot 100 dos EUA | R&B dos EUA | Dance dos EUA | Singles do RU | Álbum         |
| ---- | -------------------------------------------------------------------- | --------------- | ----------- | ------------- | ------------- | ------------- |
| 1990 | "Poison"                                                             | 3               | 1           | 7             | 19            | Poison        |
| 1990 | "Do Me!"                                                             | 3               | 4           | 6             | 56            | Poison        |
| 1990 | "V.B.D. (I Thought It Was Me)?"                                      | 26              | 1           | 16            | 86            | Poison        |
| 1991 | "When Will I See You Smile Again?"                                   | 63              | 3           | -             | -             | Poison        |
| 1991 | "She's Dope!"                                                        | -               | 9           | -             | -             | WBBD-Bootcity |
| 1991 | "Word to the Mutha!" (com Ralph Tresvant, Johnny Gill e Bobby Brown) | 13              | 1           | 9             | -             | WBBD-Bootcity |
| 1992 | "Gangsta"                                                            | 21              | 22          | -             | -             | Hootie Mack   |
| 1993 | "Something in Your Eyes"                                             | 38              | 6           | -             | 60            | Hootie Mack   |
| 1993 | "Above the Rim"                                                      | -               | 81          | -             | -             | Hootie Mack   |